# Abgeschnitten (Klingenwaffe)

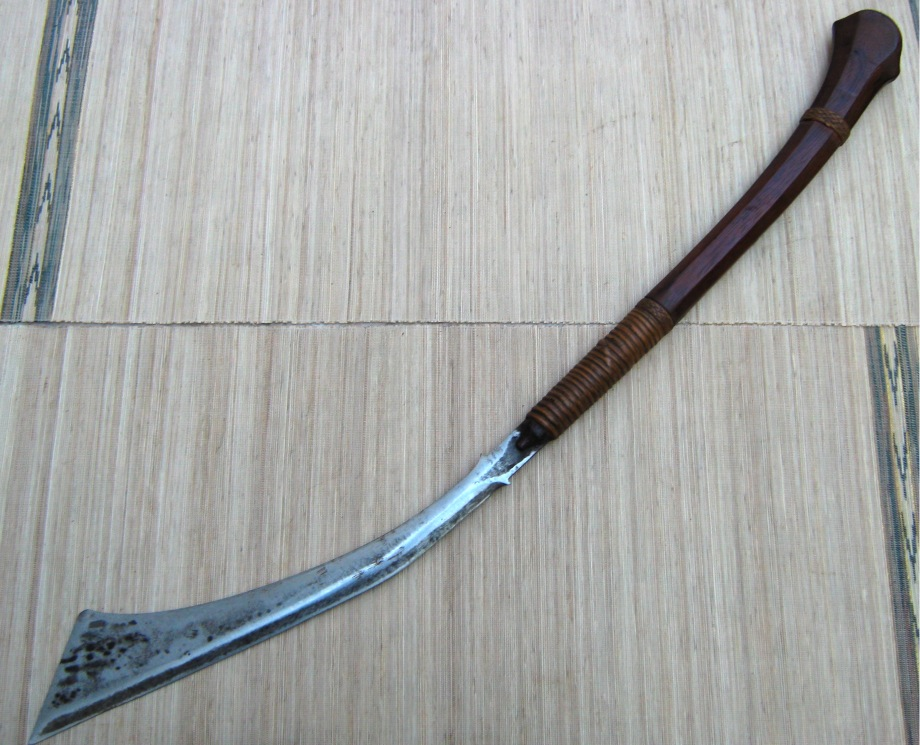
Abgeschnittener Ort an einem Panabas

Als abgeschnitten bezeichnet man einen Klingenort, der nicht spitz zulaufend, sondern gerade oder schräg zulaufend ist. Diese Ortform wird oft bei asiatischen Waffen benutzt. In Europa ist die spitze Ortform gebräuchlicher, da diese sich besser eignet, Rüstungen zu durchstoßen. Beispiel einer abgeschnittenen Klinge: Kachin Dha.